# Ilex prostrata
Ilex prostrata är en järneksväxtart som beskrevs av Groppo. Ilex prostrata ingår i släktet järnekar, och familjen järneksväxter. Inga underarter finns listade i Catalogue of Life.